# Вербовецька сільська рада (Виноградівський район)
| Вербовецька сільська рада — колишній орган місцевого самоврядування у Виноградівському районі Закарпатської області з адміністративним центром у с. Вербовець. Сільській раді були підпорядковані населені пункти: - с. Вербовець - с. Чорний Потік |

## Склад ради
Рада складалася з 16 депутатів та голови.

## Керівний склад сільської ради
| ПІБ                          | Основні відомості                                                               | Дата обрання | Дата звільнення |
| ---------------------------- | ------------------------------------------------------------------------------- | ------------ | --------------- |
| Штул Павло Іванович          | Сільський голова, 1953 року народження, освіта, безпартійний                    | 26.03.2006   | 31.10.2010      |
| Локовцій Валентин Андрійович | Сільський голова, 1952 року народження, освіта середня спеціальна, безпартійний | 31.10.2010   |                 |

Примітка: таблиця складена за даними джерела

## Населення
Згідно з переписом УРСР 1989 року чисельність наявного населення сільської ради становила 2069 осіб, з яких 986 чоловіків та 1083 жінки.
За переписом населення України 2001 року в сільській раді мешкала 2261 особа.

### Мова
Розподіл населення за рідною мовою за даними перепису 2001 року:
| Мова       | Відсоток |
| ---------- | -------- |
| угорська   | 94,65 %  |
| українська | 4,52 %   |
| російська  | 0,44 %   |
| молдовська | 0,04 %   |
| інші       | 0,35 %   |